# Tangarka wspaniała
Tangarka wspaniała (Tangara fastuosa) – gatunek małego ptaka z rodziny tanagrowatych (Thraupidae), endemiczny dla skrajnie wschodniej Brazylii. Monotypowy; narażony na wyginięcie. Ze względu na kolorowe upierzenie i stosunkowo łagodne usposobienie są to chętnie hodowane ptaki domowe.

## Morfologia

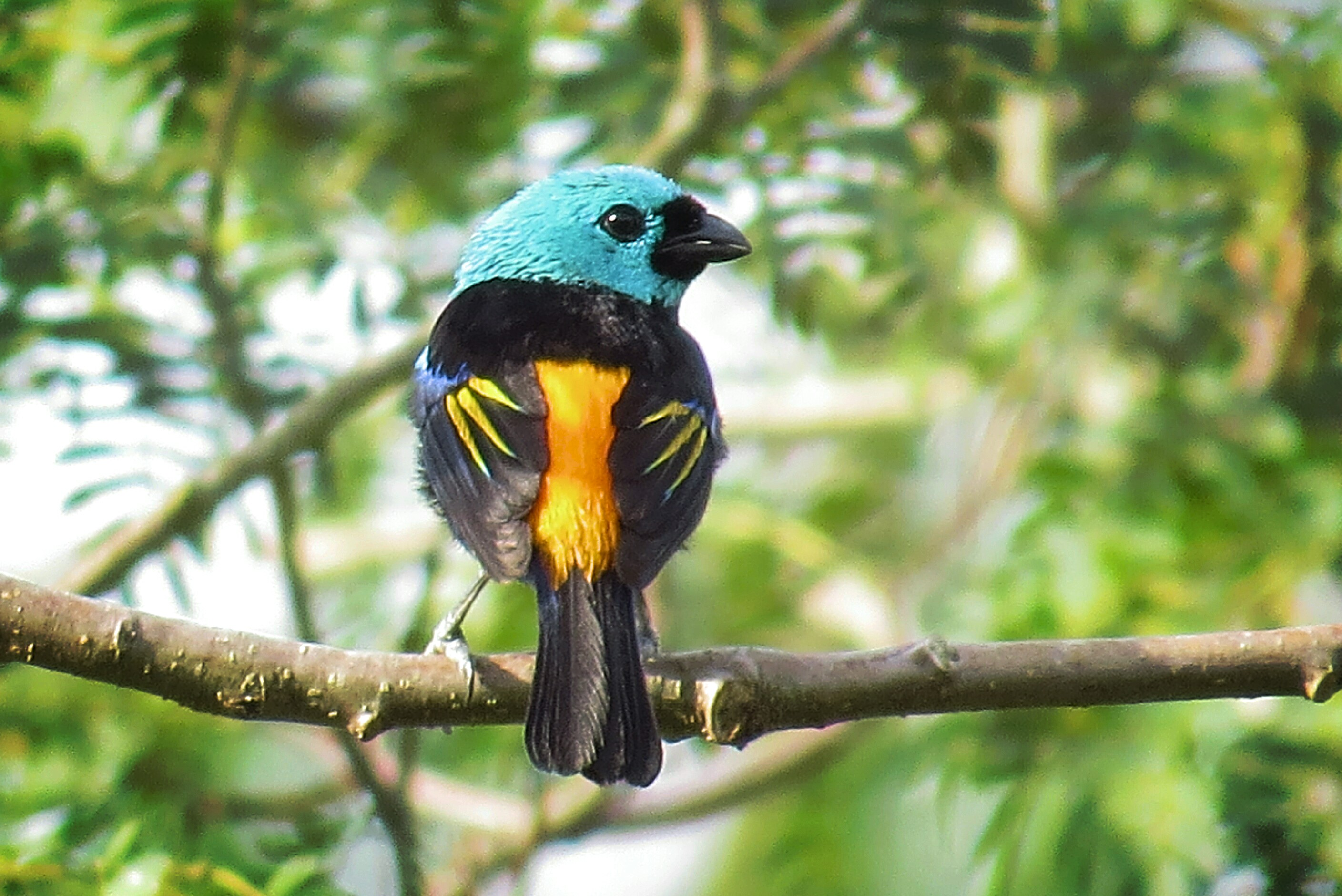
Widok z tyłu

WyglądDymorfizm płciowy ujawnia się w postaci ubarwienia głowy: samce mają głowę pokrytą błyszczącymi piórkami w kolorze morskim, samice zaś na głowie mają pióra ciemniejsze i bardziej matowe, o barwie niebieskiej. Poza tym obie płcie są upierzone identycznie. Brzuch i skrzydła są ciemnoniebieskie do prawie czarnego, na skrzydłach dodatkowo kilka żółtych pasków. Żółty jest również grzbiet. Ogon ciemny, z niebieskim odcieniem. Wąska obrączka oczna oraz obszar wokół nasady dzioba czarne. Tęczówka ciemnobrązowa, dziób czarny, nogi ciemnoszare.
Wymiary średnie
- długość ciała: 13[7]–14 cm;
- długość skrzydła: 7 cm;
- długość ogona: 5 cm[6].

## Ekologia i zachowanie
BiotopGęste lasy równikowe oraz lasy atlantyckie.
GniazdoBuduje z materiału roślinnego w gęstych krzewach, w kształcie otwartego kubka.
Jaja i wysiadywanieW ciągu roku wyprowadza jeden lęg, składając wiosną 2–4 jaja. Wysiadywanie trwa przez 15–17 dni; jaja są wysiadywane przez samicę, która karmiona jest w tym czasie przez samca.
Opieka nad młodymiMłode są karmione przez obydwoje rodziców owadami. Po tygodniu zaczynają wyrastać im pióra, opuszczają gniazdo po 3 tygodniach.
PożywienieGłównie owoce, pączki roślinne i miękkie owady.

## Status i ochrona
W Czerwonej księdze gatunków zagrożonych IUCN tangarka wspaniała od 2004 roku klasyfikowana jest jako gatunek narażony (VU, Vulnerable); wcześniej, od 1994 roku uznawana była za gatunek zagrożony (EN, Endangered). Liczebność populacji na wolności szacuje się na 2500–9999 dorosłych osobników. Trend liczebności populacji uznawany jest za spadkowy. Do głównych zagrożeń dla gatunku należą: utrata i fragmentacja siedlisk, chwytanie do niewoli, a także pożary. Gatunek jest objęty ochroną przez brazylijskie prawo, został też wymieniony w II załączniku konwencji waszyngtońskiej.